# 平壤文化展示館
平壤文化展示館（：／）位於朝鲜平壤市大同江區紋綉大街。

## 历史
該館於1998年9月開幕，總建築面積為1,200平方米，設有兩個展廳，其中一個展廳展示圖書、圖片、繪畫和工藝品；另一個展廳是錄像錄音欣賞室。